# ワールドサッカー (雑誌)
ワールドサッカー (World Soccer) は、イギリスのTIメディアによって月に1度発行されているサッカー専門誌である。ヨーロッパ各国の同様の雑誌による組合でありESMゴールデンブーツの選考などを行っているESM（European Sports Magazines、欧州スポーツ雑誌組合）のメンバーである。
1982年から世界最優秀選手賞・世界最優秀監督賞・世界最優秀チーム賞の選定を行っている。2005年からは世界最優秀若手選手賞・世界最優秀審判賞も設置された。また、1999年12月には読者による投票で20世紀の偉大なサッカー選手100人を選んだ。

## 受賞者一覧

### 世界最優秀選手賞
- 2020 - ロベルト・レヴァンドフスキ(バイエルン・ミュンヘン)
- 2019 -  リオネル・メッシ（ バルセロナ）
- 2018 -  ルカ・モドリッチ（ レアル・マドリード)
- 2017 -  クリスティアーノ・ロナウド（ レアル・マドリード)
- 2016 -  クリスティアーノ・ロナウド（ レアル・マドリード)
- 2015 -  リオネル・メッシ（ バルセロナ）
- 2014 -  クリスティアーノ・ロナウド（ レアル・マドリード)
- 2013 -  クリスティアーノ・ロナウド（ レアル・マドリード)
- 2012 -  リオネル・メッシ（ バルセロナ）
- 2011 -  リオネル・メッシ（ バルセロナ）
- 2010 - シャビ・エルナンデス（ バルセロナ）
- 2009 -  リオネル・メッシ（ バルセロナ）
- 2008 -  クリスティアーノ・ロナウド（ マンチェスター・ユナイテッド)
- 2007 -  カカ（ ACミラン)
- 2006 -  ファビオ・カンナヴァーロ（ ユヴェントス /  レアル・マドリード）
- 2005 -  ロナウジーニョ（ バルセロナ）
- 2004 -  ロナウジーニョ（ バルセロナ）
- 2003 -  パベル・ネドベド（ ユヴェントス）
- 2002 -  ロナウド（ インテル /  レアル・マドリード）
- 2001 -  マイケル・オーウェン（ リヴァプール）
- 2000 -  ルイス・フィーゴ（ バルセロナ /  レアル・マドリード）
- 1999 -  リバウド（ バルセロナ）
- 1998 -  ジネディーヌ・ジダン（ ユヴェントス）
- 1997 -  ロナウド（ バルセロナ /  インテル）
- 1996 -  ロナウド（ バルセロナ）
- 1995 -  ジャンルカ・ヴィアリ（ ユヴェントス）
- 1994 -  パオロ・マルディーニ（ ACミラン）
- 1993 -  ロベルト・バッジョ（ ユヴェントス）
- 1992 -  マルコ・ファン・バステン（ ACミラン）
- 1991 -  ジャン＝ピエール・パパン（ オリンピック・マルセイユ）
- 1990 -  ローター・マテウス（ インテル）
- 1989 -  ルート・フリット（ ACミラン）
- 1988 -  マルコ・ファン・バステン（ ACミラン）
- 1987 -  ルート・フリット（ ACミラン）
- 1986 -  ディエゴ・マラドーナ（ ナポリ）
- 1985 -  ミシェル・プラティニ（ ユヴェントス）
- 1984 -  ミシェル・プラティニ（ ユヴェントス）
- 1983 -  ジーコ（ ウディネーゼ）
- 1982 -  パオロ・ロッシ（ ユヴェントス）

### 世界最優秀監督賞
- 2020 - ハンジ・フリック(バイエルン・ミュンヘン)
- 2019 - ユルゲン・クロップ( リヴァプール)
- 2018 -  ディディエ・デシャン（ フランス代表）
- 2017 -  ジネディーヌ・ジダン（ レアル・マドリード）
- 2016 -  クラウディオ・ラニエリ（ レスター・シティ）
- 2015 -  ルイス・エンリケ（ バルセロナ）
- 2014 -  ヨアヒム・レーヴ（ ドイツ代表）
- 2013 -  ユップ・ハインケス（ バイエルン・ミュンヘン）
- 2012 -  ビセンテ・デル・ボスケ（ スペイン代表）
- 2011 -  ジョゼップ・グアルディオラ（ バルセロナ）
- 2010 -  ジョゼ・モウリーニョ（ インテル /  レアル・マドリード）
- 2009 -  ジョゼップ・グアルディオラ（ バルセロナ）
- 2008 -  アレックス・ファーガソン（ マンチェスター・ユナイテッド）
- 2007 -  アレックス・ファーガソン（ マンチェスター・ユナイテッド）
- 2006 -  マルチェロ・リッピ（ イタリア代表）
- 2005 -  ジョゼ・モウリーニョ（ チェルシー）
- 2004 -  ジョゼ・モウリーニョ（ ポルト /  チェルシー）
- 2003 -  カルロ・アンチェロッティ（ ACミラン）
- 2002 -  フース・ヒディンク（ 韓国代表 /  PSV）
- 2001 -  ジェラール・ウリエ（ リヴァプール）
- 2000 -  ディノ・ゾフ（ イタリア代表）
- 1999 -  アレックス・ファーガソン（ マンチェスター・ユナイテッド）
- 1998 -  アーセン・ベンゲル（ アーセナル）
- 1997 -  オットマー・ヒッツフェルト（ ドルトムント）
- 1996 -  ベルティ・フォクツ（ ドイツ代表）
- 1995 -  ルイス・ファン・ハール（ アヤックス）
- 1994 -  カルロス・アルベルト・パレイラ（ ブラジル代表）
- 1993 -  アレックス・ファーガソン（ マンチェスター・ユナイテッド）
- 1992 -  リチャード・メラー・ニールセン（ デンマーク代表）
- 1991 -  ミシェル・プラティニ（ フランス代表）
- 1990 -  フランツ・ベッケンバウアー（ 西ドイツ代表 /  オリンピック・マルセイユ）
- 1989 -  アリゴ・サッキ（ ACミラン）
- 1988 -  リヌス・ミケルス（ オランダ代表 /  バイエル・レバークーゼン）
- 1987 -  ヨハン・クライフ（ アヤックス）
- 1986 -  ギー・ティス（ ベルギー代表）
- 1985 -  テリー・ヴェナブルズ（ バルセロナ）
- 1984 -  ミシェル・イダルゴ（ フランス代表）
- 1983 -  ゼップ・ピオンテック（ デンマーク代表）
- 1982 -  エンツォ・ベアルツォット（ イタリア代表）

### 世界最優秀若手選手賞
- 2011 -  ネイマール（ サントス）
- 2010 -  トーマス・ミュラー（ バイエルン・ミュンヘン）
- 2009 -  セルヒオ・アグエロ（ アトレティコ・マドリード）
- 2008 -  リオネル・メッシ（ バルセロナ）
- 2007 -  リオネル・メッシ（ バルセロナ）
- 2006 -  リオネル・メッシ（ バルセロナ）
- 2005 -  ロビーニョ（ サントス）

### 世界最優秀チーム賞
- 2020 - バイエルン・ミュンヘン
- 2019 -  リヴァプール
- 2018 -  フランス代表
- 2017 -  レアル・マドリード
- 2016 -  レスター・シティ
- 2015 -  バルセロナ
- 2014 -  ドイツ代表
- 2013 -  バイエルン・ミュンヘン
- 2012 -  スペイン代表
- 2011 -  バルセロナ
- 2010 -  スペイン代表
- 2009 -  バルセロナ
- 2008 -  スペイン代表
- 2007 -  イラク代表
- 2006 -  バルセロナ
- 2005 -  リヴァプール
- 2004 -  ギリシャ代表
- 2003 -  ACミラン
- 2002 -  ブラジル代表
- 2001 -  リヴァプール
- 2000 -  フランス代表
- 1999 -  マンチェスター・ユナイテッド
- 1998 -  フランス代表
- 1997 -  ドルトムント
- 1996 -  ナイジェリア代表
- 1995 -  アヤックス
- 1994 -  ACミラン
- 1993 -  パルマ
- 1992 -  デンマーク代表
- 1991 -  フランス代表
- 1990 -  西ドイツ代表
- 1989 -  ACミラン
- 1988 -  オランダ代表
- 1987 -  ポルト
- 1986 -  アルゼンチン代表
- 1985 -  エヴァートン
- 1984 -  フランス代表
- 1983 -  ハンブルガーSV
- 1982 -  ブラジル代表

### 世界最優秀審判賞
- 2006 -  オラシオ・エリソンド
- 2005 -  ピエルルイジ・コッリーナ

## 20世紀の偉大なサッカー選手100人
1999年の12月号において20世紀の偉大なサッカー選手100人を発表した。読者による投票によって順位付けがされており、1位は10ポイント、2位は9ポイント、最後の10位は1ポイントと順位が一つ下がるごとにポイントも一つ下がるカウント方式で、そのポイントの総数をランキング化したものである。最も多くのポイントを得て第1位に選出されたのはペレであった。
| 順位 | 選手                           | ポイント |
| ---- | ------------------------------ | -------- |
| 1    | ペレ                           |          |
| 2    | ディエゴ・マラドーナ           |          |
| 3    | ヨハン・クライフ               |          |
| 4    | フランツ・ベッケンバウアー     |          |
| 5    | ミシェル・プラティニ           |          |
| 6    | アルフレッド・ディ・ステファノ |          |
| 7    | フェレンツ・プスカシュ         |          |
| 8    | ジョージ・ベスト               |          |
| 9    | マルコ・ファン・バステン       |          |
| 10   | エウゼビオ                     |          |
| 11   | レフ・ヤシン                   |          |
| 12   | ボビー・チャールトン           |          |
| 13   | ロナウド                       |          |
| 14   | ボビー・ムーア                 |          |
| 15   | ゲルト・ミュラー               |          |
| 16   | ロベルト・バッジョ             |          |
| 17   | スタンリー・マシューズ         |          |
| 18   | ジーコ                         |          |
| 19   | フランコ・バレージ             |          |
| 20   | ガリンシャ                     |          |
| 21   | パオロ・マルディーニ           |          |
| 22   | ケニー・ダルグリッシュ         |          |
| 23   | ガブリエル・バティストゥータ   |          |
| 24   | エリック・カントナ             |          |
| 25   | ゲオルゲ・ハジ                 |          |
| 26   | ロマーリオ                     |          |
| 27   | ジャイルジーニョ               |          |
| 28   | ジネディーヌ・ジダン           |          |
| 29   | ルート・フリット               |          |
| 30   | ジョン・チャールズ             |          |
| 31   | ローター・マテウス             |          |
| 32   | ゴードン・バンクス             |          |
| 33   | ユルゲン・クリンスマン         |          |
| 34   | デニス・ベルカンプ             |          |
| 35   | カール＝ハインツ・ルンメニゲ   |          |
| 36   | ゲーリー・リネカー             |          |
| 37   | ジュゼッペ・メアッツァ         |          |
| 38   | リベリーノ                     |          |
| 39   | ジジ                           |          |
| 40   | イアン・ラッシュ               |          |
| 41   | ピーター・シュマイケル         |          |
| 41   | パオロ・ロッシ                 |          |
| 43   | ジョージ・ウェア               |          |
| 44   | マイケル・オーウェン           |          |
| 45   | ジュスト・フォンテーヌ         |          |
| 46   | ダンカン・エドワーズ           |          |
| 47   | ディノ・ゾフ                   |          |
| 48   | フリスト・ストイチコフ         |          |
| 49   | デビッド・ベッカム             |          |
| 50   | トム・フィニー                 |          |

| 順位 | 選手                                | ポイント |
| ---- | ----------------------------------- | -------- |
| 51   | リバウド                            |          |
| 52   | クラウディオ・カニーヒア            |          |
| 53   | トスタン                            |          |
| 54   | フランク・ライカールト              |          |
| 55   | ホセ・ルイス・チラベルト            |          |
| 56   | ケビン・キーガン                    |          |
| 57   | ポール・ガスコイン                  |          |
| 58   | ロジェ・ミラ                        |          |
| 59   | ミカエル・ラウドルップ              |          |
| 60   | アンドリー・シェフチェンコ          |          |
| 61   | ソクラテス                          |          |
| 61   | ダヴィド・ジノラ                    |          |
| 61   | グレン・ホドル                      |          |
| 64   | ロベルト・カルロス                  |          |
| 64   | アラン・シアラー                    |          |
| 66   | ダニエル・パサレラ                  |          |
| 67   | ダヴォール・シューケル              |          |
| 68   | シャーンドル・コチシュ              |          |
| 68   | クリスティアン・ヴィエリ            |          |
| 68   | フアン・アルベルト・ スキアフィーノ |          |
| 68   | ディキシー・ディーン                |          |
| 72   | ヨハン・ニースケンス                |          |
| 72   | マリオ・ケンペス                    |          |
| 72   | ルイジ・リーヴァ                    |          |
| 75   | ホセ・ナサシ                        |          |
| 75   | ギュンター・ネッツァー              |          |
| 77   | アレッサンドロ・デル・ピエロ        |          |
| 77   | カルロス・バルデラマ                |          |
| 79   | リカルド・サモラ                    |          |
| 80   | エンソ・フランチェスコリ            |          |
| 81   | エドガー・ダーヴィッツ              |          |
| 81   | フランシスコ・ヘント                |          |
| 83   | ライアン・ギグス                    |          |
| 83   | ゼップ・マイヤー                    |          |
| 83   | ファルカン                          |          |
| 83   | ジム・バクスター                    |          |
| 87   | ズビグニェフ・ボニエク              |          |
| 87   | シャーロシ・ジェルジ                |          |
| 87   | パット・ジェニングス                |          |
| 90   | ジャチント・ファッケッティ          |          |
| 91   | レイモン・コパ                      |          |
| 91   | マティアス・ザマー                  |          |
| 91   | アラン・ハンセン                    |          |
| 91   | ブライアン・ロブソン                |          |
| 95   | ラディスラオ・クバラ                |          |
| 95   | ネビル・サウスオール                |          |
| 97   | ジェルソン                          |          |
| 98   | プレーベン・エルケーア・ ラルセン   |          |
| 98   | パウロ・フットレ                    |          |
| 100  | ベベット                            |          |